# ダントーホールディングス
ダントーホールディングス株式会社は、日本の大手タイルメーカー、株式会社DantoTile等の傘下事業会社を持つ持株会社である。大阪市に本社を置くが、本店所在地は兵庫県南あわじ市。
2006年7月に（旧）ダントー株式会社を社名変更、純粋持株会社のダントーホールディングス株式会社とし、同時に会社分割により（新）ダントー株式会社を設立した。
2012年4月に子会社再編を行い、（新）ダントー株式会社はダントープロダクツ株式会社、東海ダントー株式会社、東日本ダントー株式会社とともに、株式会社Dantoと株式会社Danto Tileの二社となった。
2016年1月に株式会社Danto Tile、株式会社Dantoおよびダントーキャピタル株式会社は、株式会社Danto Tileを存続会社として合併。株式会社Danto Tileの本社所在地は東京都中央区日本橋浜町。

## 沿革
- 1885年（明治18年） - 淡陶社設立。
- 1891年（明治24年） - 淡陶株式会社に社名変更。
- 1949年（昭和24年） - 大証1部に上場。
- 1966年（昭和41年） - 東証1部に上場。
- 1985年（昭和60年） - ダントー株式会社に社名変更。
- 2006年（平成18年） - 会社分割による持株会社制へ移行。ダントーホールディングス株式会社に社名変更。新たにダントー株式会社を設立。
- 2011年（平成23年） - 東日本大震災で被災し操業を停止していた、ダントープロダクツ宇都宮工場が4月末日をもって閉鎖。
- 2012年（平成24年） - ダントー株式会社から一部機能をダントープロダクツ株式会社に吸収分割で承継し、ダントープロダクツ株式会社は株式会社Dantoに商号変更。東日本ダントー株式会社がダントー株式会社及び東海ダントー株式会社を吸収合併し、株式会社Danto Tileに商号変更。
- 2015年（平成27年） - 創業130周年を迎える。
- 2016年（平成28年） - 株式会社Danto Tile、株式会社Dantoおよびダントーキャピタル株式会社は、株式会社Danto Tileを存続会社として合併。